# Paper Planes – Homeland Security Remixes EP
Uzasadnienie:  chodzi o to samo wydawnictwo 
Paper Planes – Homeland Security Remixes EP – minialbum pochodzącej ze Sri Lanki brytyjskiej wokalistki M.I.A. wydany cyfrowo 11 lutego 2008. Na albumie znalazł się utwór "Paper Planes" z drugiego albumu M.I.A. "Kala" zremiksowany przez kilku DJ.
"Paper Planes" i DFA Records remiks pojawiły się w filmie "Slumdog. Milioner z ulicy", remiks pojawia się również w filmie "Hancock".

## Listy utworów, formaty i wersje singla
Digital 7digital EP

(Wydany: 11 lutego 2008)
1. "Paper Planes"
2. "Paper Planes" (DFA Remix)
3. "Paper Planes" (Afrikan Boy & Rye Rye Remix)
4. "Paper Planes" (Diplo Street Remix feat. Bun B & Rich Boy)
5. "Paper Planes" (Scottie B Remix)
6. "Bamboo Banga" (DJ Eli Remix)

Digital USA iTunes EP

(Wydany: 12 lutego 2008)
1. "Paper Planes" (featuring Afrikan Boy & Rye Rye) [Blaqstarr remix]
2. "Paper Planes" (remix for the children by Adrock)
3. "Paper Planes" (featuring Bun B & Rich Boy) [Diplo Street Remix]
4. "Paper Planes" (DFA Remix)
5. "Paper Planes" (Scottie B Remix)

XL 12" Vinyl EP

(Wydany: 24 marca 2008)
1. "Paper Planes"
2. "Paper Planes" (DFA Remix)
3. "Paper Planes" (Afrikan Boy & Rye Rye Remix)
4. "Paper Planes" (Diplo Street Remix feat. Bun B & Rich Boy)
5. "Paper Planes" (Scottie B Remix)
6. "Bamboo Banga" (DJ Eli Remix)